# مايك كراكاس
مايك جورج كراكاس أو باختصار مايك كراكاس (2 ديسمبر 1911-2 مايو 1992) كان من لاعبي أمريكا في الهوكي الجليدي بدور حارس المرمى في الدوري الهوكي الوطني (NHL) وكان أول حارس مرمى أمريكي مدرب في الدوري وأول لاعب من أصل يوناني. لعب كراكاس ستة مواسم كاملة وأجزاء من اثنين آخرين مع شيكاغو بلاك هوكس وظهر في قسمين كأس ستانلي النهائيات، في عام 1938، قاد شيكاغو، الذي حقق فوزًا بنسبة 0.411 في الموسم العادي، إلى كأس ستانلي الثاني، حيث لعب بحذاء من الصلب على قدم واحدة في آخر مباراتين من النهائيات بعد أن كسرها في المباراة الأخيرة في نصف النهائي، وهو أحد الأعضاء الأصليين في قاعة مشاهير هوكي الولايات المتحدة.

## السيرة
نشأ في مدينة إفيليث المجاورة. كبر كراكاس مع فرانك بريمسيك، الذي أصبح أيضًا حارس مرمى في دوري الهوكي الوطني، كانا زملاء بطارية لفريق البيسبول في المدرسة الثانوية، مع كراكاس اللحاق .
لعب كراكاس ستة مواسم كاملة مع فريق شيكاغو بلاك هوكس بين عامي 1936 و 1945. في موسمه الأول مع بلاك هوك، حصل كراكاس على كأس كالدر التذكاري بعد أن سجل 1.85 هدفًا مقابل المتوسط مع تسعة إقفال في 48 مباراة. تمت دعوة كراكاس فقط للعب مع بلاك هوكس لأن حارس المرمى العادي، لورن شابوت، أصيب. بعد تحقيق أربعة انتصارات في أربع مباريات، مع ثلاث مرات إقصاء، جعل بلاك هوك كراكاس حارس المرمى الأساسي؛ تم تداول شابوت لاحقًا إلى مونتريال مارونز .
فاز كراكاس بكأس ستانلي في موسم 1937-1938، حيث لعب لأول فريق من بين فريقين فازا بالكأس مع سجل خاسر. لموسم شيكاغو بلاك هوك 1937-1938، أمر مالكهم الرائد فريدريك ماكلولين مديره العام بأن «يثلج فريقًا من جميع اللاعبين الأمريكيين». بعد خسارة خمس من أول ست مباريات مع قائمة أمريكية بالكامل، تمت إضافة بعض اللاعبين الكنديين؛ ومع ذلك، أنهى الفريق الموسم بسجل 14-25-9 بنسبة فوز 411.
في التصفيات، عانى كراكاس من كسر في إصبع قدمه قبل بداية نهائي كأس ستانلي ضد تورونتو مابل ليفز. تم إجبار بلاك هاوك على استبدال الفي مور بكراكاس في المباراة الأولى. بعد المباراة الأولى، حكم على مور بأنه غير مؤهل، وخسر بلاك هوكس المباراة التالية. عاد كراكاس بحذاء ذو أصابع فولاذية وفاز في المباراتين التاليتين، وقاد بلاك هوكس للفوز بكأس ستانلي للمرة الثانية. بشكل عام في تلك الجولة الفاصلة، كان كراكاس سجل 6-2، مع إقصائين و 1.71 هدف مقابل المتوسط. كما استسلم كراكاس لهدف إضافي في الوقت الإضافي ليحصد كأس ستانلي بواسطة تو بليك في نهائيات كأس ستانلي عام 1944 .
بعد مساعدة شيكاغو للفوز بكأس ستانلي في عام 1938، طلب كراكاس من مالكي الفريق زيادة قدرها 500 دولار أمريكي. رفض الملاك الزيادة، وللمواسم الخمسة التالية لعب كراكاس ثلاثة مواسم كاملة في دوري الهوكي الأمريكي (AHL) ، وتقسيم اثنين بين AHL و NHL.
كان كراكاس 28 إقفالًا في الموسم العادي، وثلاثة أخرى في التصفيات في مواسمه الستة في NHL. في كل من المواسم الستة الكاملة التي ظهر فيها كراكاس، لعب جميع المباريات الـ 48. في عام 1973، تم تسمية كراكاس كعضو أصلي في قاعة مشاهير الهوكي بالولايات المتحدة، الواقعة في مسقط رأسه في إفيليث.

## بعض إنجازاته
تم اختياره لفريق AHA First All-Star في عام 1935.
- الفائز بكأس كالدر التذكاري في عام 1936.
- بطل كأس ستانلي عام 1938.

ّ* بطل كأس كالدر عام 1940.
- تم إدراجه في قاعة مشاهير الهوكي بالولايات المتحدة في عام 1973.

## مراحع
1. ↑  https://ar.vvikipedla.com/wiki/Mike_Karakas نسخة محفوظة 2021-05-22 على موقع واي باك مشين.
2. ↑  مايك كاراكاس نسخة محفوظة 22 مايو 2021 على موقع واي باك مشين.